# 꽃다발 같은 사랑을 했다
《꽃다발 같은 사랑을 했다》(일본어: 花束みたいな恋をした 하나타바미타이나코이오시타[*])는 2021년 1월 29일에 공개된 일본 영화이다. 감독은 도이 노부히로. 주연은 스다 마사키와 아리무라 카스미. 극작가·사카모토 유지의 오리지널 각본에 의한 멜로 영화로 주인공 남녀의 5년간의 연애를 그리고 있다. 약칭은 〈하나코이(はな恋)〉.
대한민국에서는 2021년 7월 14일 개봉되었다.

## 제작
각본 집필 단계에서 주인공 아리무라와 스다 두 명을 점찍었다는 사카모토 유지는 “동경도 그리움도 아닌 현대에 사는 사람들을 위한 러브 스토리를 그리고 싶다고 생각했다. 이 이야기는 두 남녀가 단지 사랑만 하는 영화인데, 만난 두 명의 5년간의 사랑의 모습을 순수하게 그려낼 것”이라고 자세를 말했다.
주연을 맡는 아리무라는 영화 《누구》 이후 4년 만에 스다와의 공동 출연에 대해 “지금까지 느껴왔던 것은 서로 존재하고 있다고 생각한다. 그 순간 스다씨와 함께 출연 할 수 있는 큰 의미가 있다고 생각하고, 그래서 존경을 가지고 서로 느끼는 것을 보여 갔으면 한다”고 말하고 있다.
또, 같은 주연의 스다는 사카모토의 각본으로 러브 스토리를 하고 싶다는 생각을 본인에 부딪친 적이 있다고 밝히면서, “계속 고대하고 있던 책이다. 자신이 계속 소중히 해 온 것이나 좋아하는 것을  공유할 때 할 수 있는 마음의 외침 등 현대인에게 존재하는 섬세한 부분이 비추어지고 있다”고 각본을 극찬하면서 “들뜨지 않고 정중하게 만들어 갈 수 있으면이라고 생각하고 있다”고 촬영을 앞둔  심경을 밝혔다.

## 촬영
영화의 주요 무대로 로케이션 촬영에 협력한 조후시는 〈영화 마을 조후」로 도시를 들어 이 영화를 응원하면서 개봉에 맞춰 2021년 1월 8일부터 〈영화 ‘꽃다발 같은 사랑을 했다’ 촬영 지지도〉를 발표했다. 또한 이날부터 시내에서 촬영 된 영화 작품을 소개하는 촬영지 관광위원회를 설치하고, 시내에서의 로케지와 관광지를 소개한 영상 〈MISSION IN CHOFU〉을 공개했다.
마찬가지로 영화의 무대가 로케이션 촬영에 협력한 게이오 전철에서는 정체 기획으로 같은 해 1월 15일부터 2월 28일까지 〈게이오 같은 사랑을 하려는 기획〉을 실시. 이노카시라 선을 주행하는 게이오 1000계 (레인보우 컬러)의 헤드 마크 장착이나 스탬프 랠리 개최, Twitter 캠페인, 게이오 그룹 각사(토리 게이오 조후, 키라리나 게이오 키치 죠지, 베이커리 & 카페 루파, 플라워 숍 게이오, 게이오 프라자호텔 도쿄, 게이분도 서점 등)의 콜라보 캠페인을 실시했다. 또한 같은 해 2월 18일부터 23일까지 토리 게이오 조후 A관 3층 〈햇살 테라스〉에서 ‘꽃다발 기념 기념물’을 전시했다.

## 줄거리
집으로 가는 막차를 놓친 스물한 살 대학생 무기(스다 마사키 분)와 키누(아리무라 카스미 분)는 첫차를 기다리며 함께 시간을 보내게 되고, 소설책을 좋아하는 것부터 타인의 취향을 존중하는 것까지 좋아하는 것들이 하나부터 열까지 닮은 두 사람은 수줍게 연애를 시작한다.
봄과 같았던 두 사람의 사랑은 여름을 향하며 더욱 불타오른다. 그러다 가을 즈음이 되어 무르익는 모습을 무르고 함께 집을 구하고 동거를 시작한 키누와 무기는 서로를 부모에게 소개까지 하며 당장이라도 결혼할 듯한 순간까지 오게 된다. 하지만 가부장적인 무기의 아버지로 인해 그들 관계는 변화를 맞이한다. 고향으로 돌아와 가업을 이어가라는 말을 아들이 거절하자, 무기 아버지는 방세를 내던 지원금을 끊어버린다.
일러스트레이터가 꿈인 무기를 위해 키누는 빠르게 취업하고, 프리랜서로 활동하던 무기는 돈에 대한 압박과 재능의 한계를 느끼고 세일즈업 회사에 취업한다. 여전히 학생 시절처럼 소설 읽는 걸 좋아하는 낭만적인 키누와 달리 무기는 점점 현실을 변명으로 각박하게 변해만가고, 두 사람은 현실적인 연애 안에서 각자 생각하는 서로의 다른 조건과 달라지는 감정에 의해 불안정해지는 관계를 마주하게 된다.

## 출연
- 야마네 무기 : 스다 마사키
- 하치야 키누 : 아리무라 카스미
- 하다 린 : 키요하라 카야
- 미즈노 와타루 : 호소다 카나타
- 카와기시 나나 : 한영혜
- 아오키 카이토 : 나카자키 하야
- 온다 토모유키 : 코부토 토시히토
- 하라다 카나코 : 타키우치 쿠미
- 하무라 유야 : 모리 유사쿠
- 나카가와 아야노 : 후루카와 코토네
- 오키타 히로무 : 시노하라 유신
- 우나이 히나코 : 야기 아리사
- 혼조 아카네 : 하기와라 미노리
- 시마무라 토모아키 : 후쿠야마 쇼다이
- 러브 호텔의 남성 : 우노 쇼헤이
- 러브 호텔의 여성 : 사토 레이
- 치과 의사 : 카네코 키요부미
- IT 업계에서 일하는 남성 : 이케다 료
- 위절제수술한 아저씨 : 미즈하라 싱고
- 카지 코헤이 : 오다기리 죠
- 바론(반려묘) : 소라(어린 시절), 캐비어(성장기), 잭 (성묘)[11]
- 오시이 마모루(본인) : 오시이 마모루
- 토시다 미호 :  PORIN (Awesome City Club)
- 토미노코지 쇼마 : 사토 칸타 (극단 EXILE)
- 엔지니어의 남성 : 오카베 타카시
- 하치야 사치코 : 토다 케이코
- 하치야 요시아키 : 이와마츠 료
- 야마네 히로타로 : 코바야시 카오루

## 스태프
- 감독 : 도이 노부히로
- 각본 : 사카모토 유지
- 촬영 : 가마카리 요이치
- 조명 : 아키야마 케이지로
- 미술 : 스기모토 료
- 음악 : 오토모 요시히데
- 의상 : 타치바나 후미노
- 헤어 메이크업 : 토요카와 쿄코
- 스크립터 : 카야마 쿠미코
- 일러스트레이션 : 아사노 페코
- VFX 프로듀서 : 아카바네 사토시
- 조감독 : 이시이 슌
- 제작 담당 : 미야시타 나오야
- 기획 : 마고 이에쿠니, 키쿠치 미요, 나스다 준
- 프로듀서 : 아루가 다카토시, 도이 토모오
- 영감 송 : Awesome City Club 〈물망초 (勿忘)〉 (cutting edge)
- 지원 : 문화청 문화 예술 진흥 보조금 (영화 창작 활동 지원 사업), 독립 행정법인 일본 예술 문화 진흥회
- 제작 프로덕션 : 필름 메이커즈, 리틀 모어
- 배급 : 도쿄 테아토르, 리틀 모어
- 제작 : 〈꽃다발과 같은 사랑을 했다〉 제작위원회 (TBS 스파클, 도쿄 테아토르, TV 도쿄, JR 동일본 기획, 플레임, CBC TV, 마이니치 신문, 아사히 신문, KDDI, 텔레비 오사카, BS 도쿄, TC  엔터테인먼트, 필름 메이커즈, 리틀 모어)

## 흥행 수익
- 코로나 바이러스 재난의 영화관 영업 시간 단축 영업이 시작되어, 연초부터 엄격해지는 영화 흥행에서 둘째주 주말 (2월 6, 7일)의 흥행 수입이 1주째 주말 116%를 기록했다. 이러한 숫자의 상승에 대한 이유로 방화 실사 작품에서 좀처럼 나타난 것이 아닌, 그 이유는 10대부터 20대, 30대의 젊은 세대와 여성을 중심으로 입소문 효과에 의한 것이 아닌가라고 분석되고 있다.[12]

- 공개 후 4주 연속으로 동원 수 1위를 기록하고, 2021년 2월 21일 시점에서 공개 첫날부터의 누계 동원 131만명, 흥행 수입이 17억엔에 달했다.[13]

- 2021년 2월 마지막 주 시점에서 첫날부터의 누적 관객은 167만 3431명. 누적 흥행 수입은 22억 7162만 6510엔.[14]。

- 2021년 3월 7일에 6주 연속으로 동원수 1위를 기록했다. 또한 6주째 시점에서 누계 동원 수는 약 200만명, 또한 3월 16일에는 흥행 수입이 30억엔을 돌파했다.[15]

- 2021년 3월 시점에서 도쿄 테아토르 배급 작품 중 역대 1위의 흥행 수입을 기록했다.[16]

- 2021년 6월 23일, 흥행 수입이 38억엔을 돌파했다.[17]

## 평론·평가
Filmarks에 따르면 2021년 1월 제5주 공개 영화의 첫날 만족도 랭킹에서 1위를 기록했다.